# New-York-City-Marathon 1979
Der New-York-City-Marathon 1979 war die 10. Ausgabe der jährlich stattfindenden Laufveranstaltung in New York City, Vereinigte Staaten. Der Marathon fand am 21. Oktober 1979 statt.
Bei den Männern gewann Bill Rodgers in 2:11:42 h und bei den Frauen Grete Waitz in 2:27:33 h.

## Ergebnisse

### Männer
| Platz | Athlet             | Land                   | Zeit (h) |
| ----- | ------------------ | ---------------------- | -------- |
| 01    | Bill Rodgers       | Vereinigte Staaten     | 2:11:42  |
| 02    | Kirk Pfeffer       | Vereinigte Staaten     | 2:13:09  |
| 03    | Stephen Kenyon     | Vereinigtes Königreich | 2:13:30  |
| 04    | Ian Thompson       | Vereinigtes Königreich | 2:13:43  |
| 05    | Benji Durden       | Vereinigte Staaten     | 2:13:49  |
| 06    | Jukka Toivola      | Finnland               | 2:14:00  |
| 07    | Frank Shorter      | Vereinigte Staaten     | 2:16:15  |
| 08    | Ron Tabb           | Vereinigte Staaten     | 2:16:28  |
| 09    | Jon Peter Anderson | Vereinigte Staaten     | 2:16:38  |
| 10    | Oyvind Dahl        | Norwegen               | 2:16:41  |

### Frauen
| Platz | Athletin           | Land                   | Zeit (h) |
| ----- | ------------------ | ---------------------- | -------- |
| 01    | Grete Waitz        | Norwegen               | 2:27:33  |
| 02    | Gillian Adams      | Vereinigtes Königreich | 2:38:33  |
| 03    | Jacqueline Gareau  | Kanada                 | 2:39:06  |
| 04    | Patti Lyons        | Vereinigte Staaten     | 2:40:19  |
| 05    | Carol Gould        | Vereinigtes Königreich | 2:42:21  |
| 06    | Vreni Forster      | Schweiz                | 2:43:14  |
| 07    | Suzanne Petersen   | Vereinigte Staaten     | 2:47:37  |
| 08    | Sissel Grottenberg | Norwegen               | 2:47:50  |
| 09    | Doreen Ennis       | Vereinigte Staaten     | 2:48:09  |
| 10    | Vivian Soderholm   | Vereinigte Staaten     | 2:49:05  |